# Pothyne multilineata
Pothyne multilineata là một loài bọ cánh cứng trong họ Cerambycidae.